# Skiman
Lo skiman è l'uomo di fiducia dello sciatore o del fornitore degli attrezzi sciistici o delle scioline che si preoccupa della preparazione degli attrezzi, in funzione delle caratteristiche dell'atleta, della specialità a cui partecipa (ad esempio slalom, slalom gigante, super gigante, discesa libera, ...), del mantenimento degli attrezzi e della loro preparazione in funzione anche dell'atteggiamento fisico morfologico dell'atleta (tuning) e della sciolinatura secondo le caratteristiche del fondo della pista e delle condizioni meteorologiche. Solitamente è una figura professionalmente preparata dall'associazione skiman o dai fabbricanti di scioline o di attrezzature per tale attività, come anche ex atleti.